# Nannopsittaca
Nannopsittaca là một chi chim trong họ Psittacidae.